# Drepanogynis fuscomarginata
Drepanogynis fuscomarginata là một loài bướm đêm trong họ Geometridae.